# Perico Pena
Pedro Pena Ponga (Gijón, Asturias, España, 29 de octubre de 1910-Gijón, 3 de enero de 1989) fue un futbolista español que jugaba como defensa.

## Clubes
| Club                   | País   | Año       |
| ---------------------- | ------ | --------- |
| Real Sporting de Gijón | España | 1925-1927 |
| Athletic de Madrid     | España | 1927-1928 |
| Real Sporting de Gijón | España | 1928-1934 |
| Real Oviedo            | España | 1934-1936 |
| Real Sporting de Gijón | España | 1939-1940 |
| Real Oviedo            | España | 1940-1947 |